# 阿不都拉 (1919年)
阿不都拉（維吾爾語：ئابدۇللا تىمەن‎，1919年4月24日—2022年8月14日），別號悌滿，全名又譯作阿不都拉·提曼、阿不都拉鐵滿，男，新疆伊寧人，中華民國政治人物，中國國民黨黨籍。戰後臺灣維吾爾族移民。民國37年（1948年）在工會西北區當選第一屆中華民國立法委員。

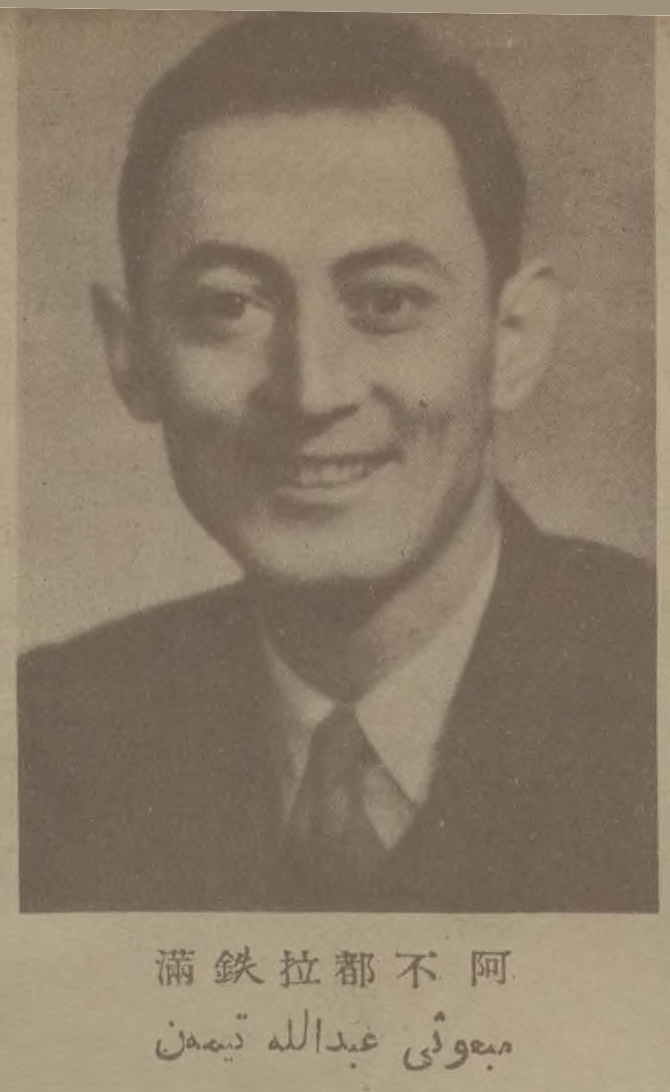

## 生平
新疆學院教育系畢業，新疆女子學院講師、副教授，新疆日報社編輯，教育廳督學，中國抗日戰爭結束後，先後任天山出版社總編輯，新疆阿爾泰出版社副社長。
1946年，成為三民主義青年團新疆分團幹事，參加廬山召開之三民主義青年團第二次全國代表大會，受中華民國總統蔣介石召見嘉勉。會畢赴首都南京，受聘為教育部特約編輯。
去台後，先後從革命實踐研究院第十期、戰地政務研究院、國防研究院第六期結業。1956年，任國立政治大學邊政系教授。
1957年，中國國民黨第八次全國代表大會，當選中國國民黨中央候補委員。
1969年，中國國民黨第十次全國代表大會，當選中國國民黨中央委員。
1992年7月1日，應中国人民政治协商会议全国委员会的邀請，阿不都拉同夫人、女兒，在新疆維吾爾自治區政協副秘書長馬文濤的陪同下回到新疆奎屯市參觀。
2001年7月，以中評委的身份連署支持「開除李登輝的國民黨黨籍」提案。
曾任國家統一建設促進會理事長，以及中土文化經濟協會理事長，中阿文經協會常務理事，中國回教協會常務理事，鴻源關山企業董事長。
2019年4月27日，女星白嘉莉專程返台，為友人的父親阿不都拉慶祝百壽生日。
2022年8月14日，阿不都拉在臺北市逝世，享壽103歲。逝世後在臺北清真寺舉行儀式，之後按回教教規安葬于臺北六張犁回教公墓。